# Warszawskie Towarzystwo Cyklistów
Warszawskie Towarzystwo Cyklistów (WTC) – towarzystwo sportowe z siedzibą w Warszawie, założone w 1886 z inicjatywy Edwarda Chrapowickiego w celu upowszechniania kolarstwa. 
Towarzystwo zostało reaktywowane w 2017 roku pod nazwą Warszawskie Towarzystwo Cyklistów (1886) z siedzibą przy ul. Jana Karola Chodkiewicza 7 w Izabelinie C.

## Historia

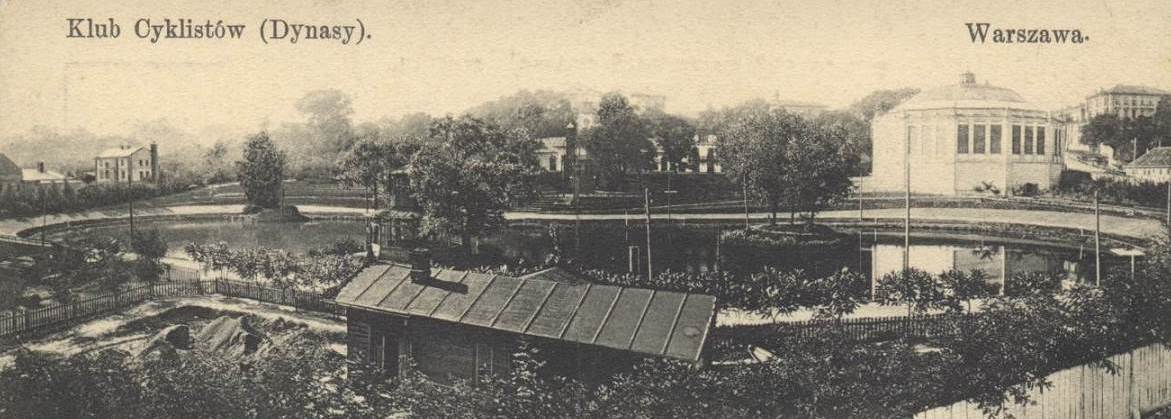
Tor kolarski i obiekty sportowe WTC przed I wojną światową

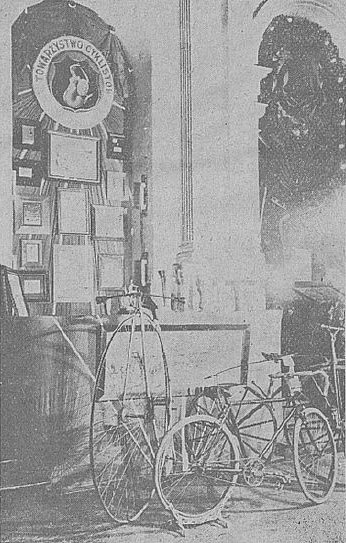
Kiosk Warszawskiego Towarzystwa Cyklistów na Wystawie Sportowej (1927)

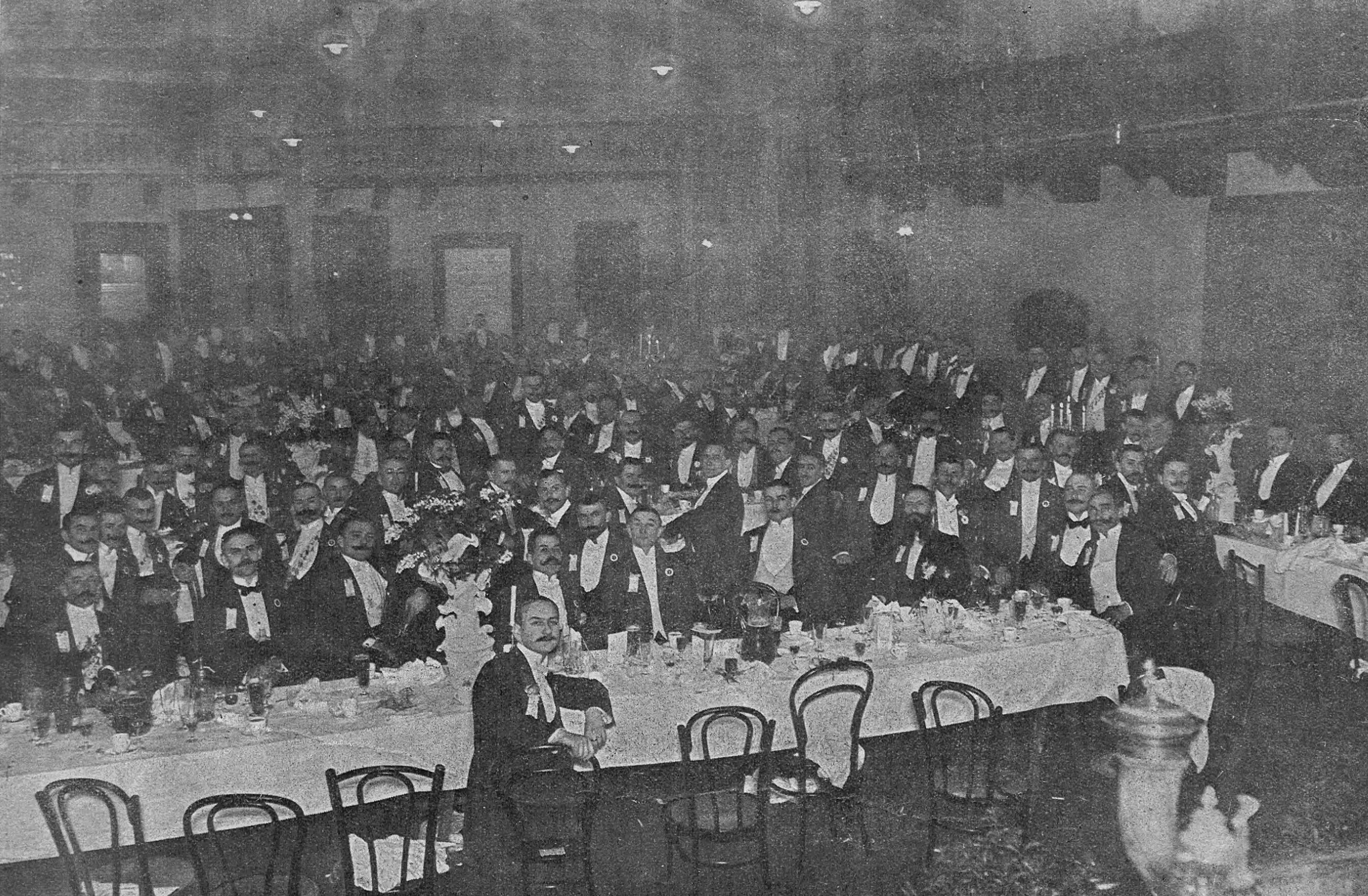
Jubileusz 25-lecia Warszawskiego Towarzystwa Cyklistów (1912)

Warszawskie Towarzystwo Cyklistów powstało w 1886. W pierwszych latach działalności było organizacją elitarną. Dostęp nowych członków był ograniczony przez skomplikowany system przyjmowania oraz wysokie składki członkowskie. Władze klubu wywodziły się ze środowisk arystokratycznych. Członkami byli m.in.: Bolesław Prus, Henryk Sienkiewicz, Wacław Gąsiorowski, Zygmunt Chełmicki, Władysław Jabłonowski. Pierwsza siedziba towarzystwa znajdowała się na rogu ulic Koszykowej i Kaliksta (Śniadeckich), i tam odbywały się treningi kolarskie.
Oprócz kolarstwa rozwijały się koła: gimnastyczne, strzeleckie, szermiercze, koło śpiewacze (od 1892) i od 1904 orkiestra dęta. W latach 1918–1939 istniały sekcje: piłki nożnej, hokejowa, motorowa, wioślarska, łyżwiarska i lekkoatletyczna.
W czasie bitwy warszawskiej w sierpniu 1920 Warszawskie Towarzystwo Cyklistów zorganizowało pluton łącznikowy liczący około sześćdziesięciu kolarzy. Pluton ów podlegał bezpośrednio Wojskowemu Gubernatorstwu Warszawy, i miał zapewnić łączność Gubernatorstwa z oddziałami walczącymi na przedpolach miasta. Wchodzący w skład plutonu kolarze dostarczyli na front łącznie około czterystu rozkazów, niekiedy do oddziałów oddalonych od stolicy o około czterdzieści-pięćdziesiąt kilometrów. Przy ograniczonych możliwościach łączności, członkowie Warszawskiego Towarzystwa Cyklistów mieli odegrać „ważną rolę w sprawnej komunikacji” między dowództwem artylerii Wojskowego Gubernatorstwa Warszawy a oddziałami na froncie, „działając bezpośrednio w trudnych warunkach dynamicznie zmieniającego się frontu”.
W 1923 zrzeszało ponad 700 członków.
Prezesami WTC byli: hr. August Potocki, hr. Edward Chrapowiecki, Adam Zakrzewski, ks. Seweryn Czetwertyński, Henryk Nakoniecznikoff, Rowmund Piłsudski i Seweryn Słajewski. Na przełomie XIX/XX wieloletnim wiceprezesem był Antoni Fertner.
Od 1891 WTC dzierżawiło teren na Dynasach przy ul. Oboźnej 1/3, gdzie powstał obiekt klubowy z torem kolarskim. Od 1920 tor z ziemnego przebudowano na betonowy. W 1921 środku toru stworzono boisko do piłki nożnej. Na terenie znajdowały się również kort tenisowy i hala z drewnianym torem kolarskim. W 1937 obiekty rozebrano po wypowiedzeniu w 1936 przez właściciela terenu umowy dzierżawy gruntów.
Po  okresie II wojnie światowej WTC wznowiło działalność w 1946. W 1950 zostało włączone do struktur klubu KS Kolejarz-Polonia jako jego sekcja kolarska. Działalność ponownie reaktywowano w 1957.
W 1987 założono, jedną z pierwszych w Polsce, sekcję triathlonu. W 1989 działacze WTC byli współzałożycielami Polskiego Związku Triathlonu.

## Galeria

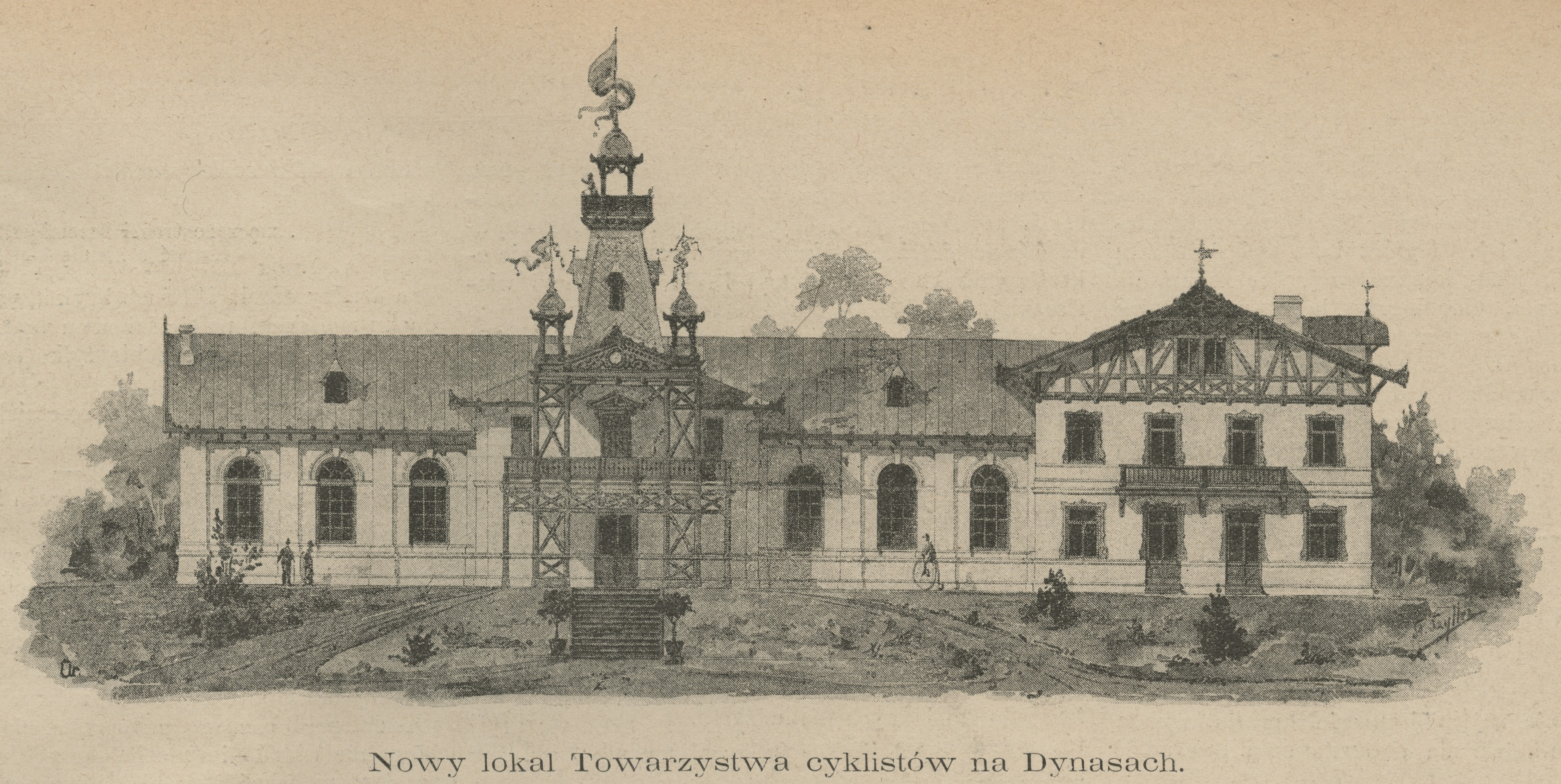
Siedziba Warszawskiego Towarzystwa cyklistów na Dynasach
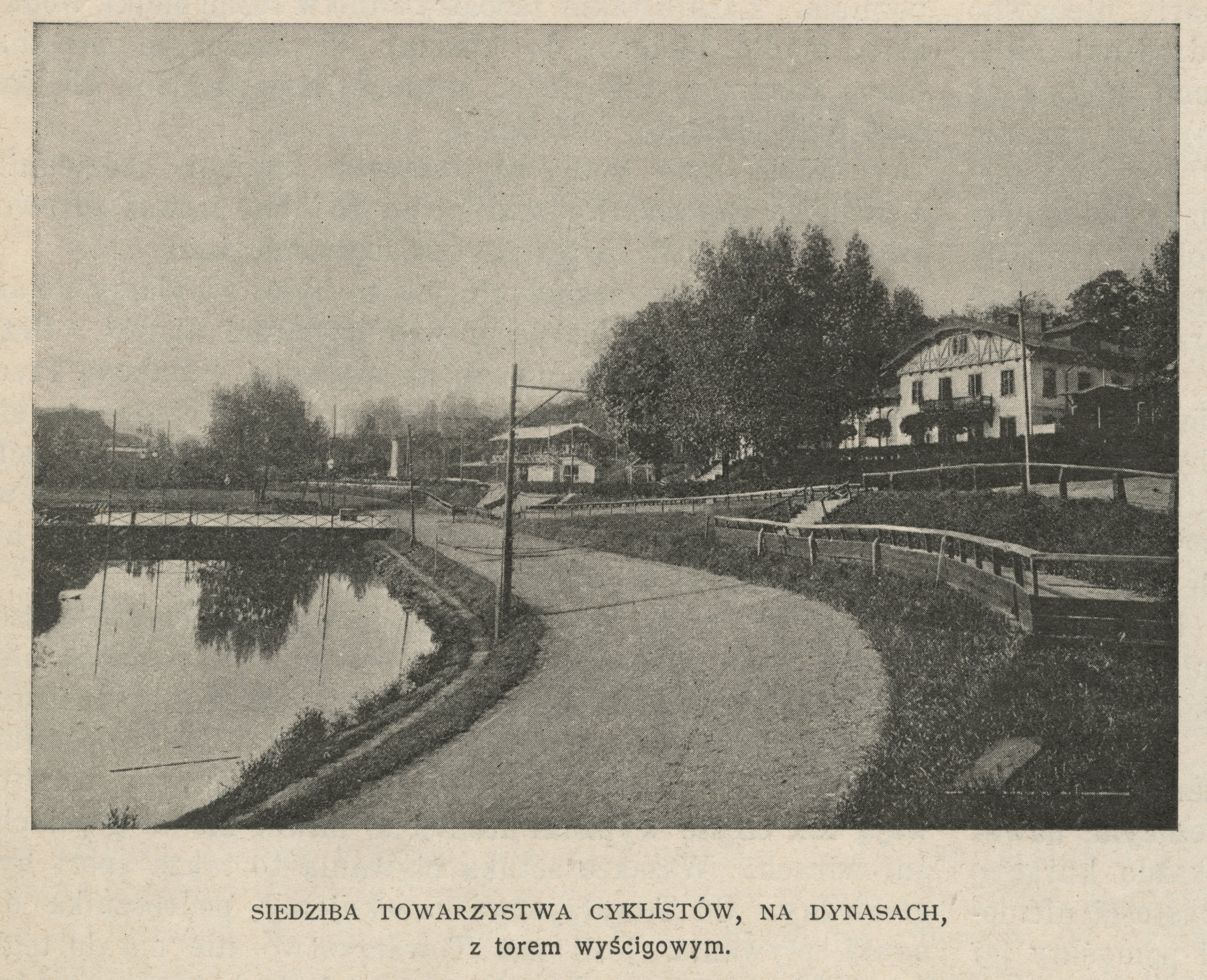
Tor wyścigowy na Dynasach
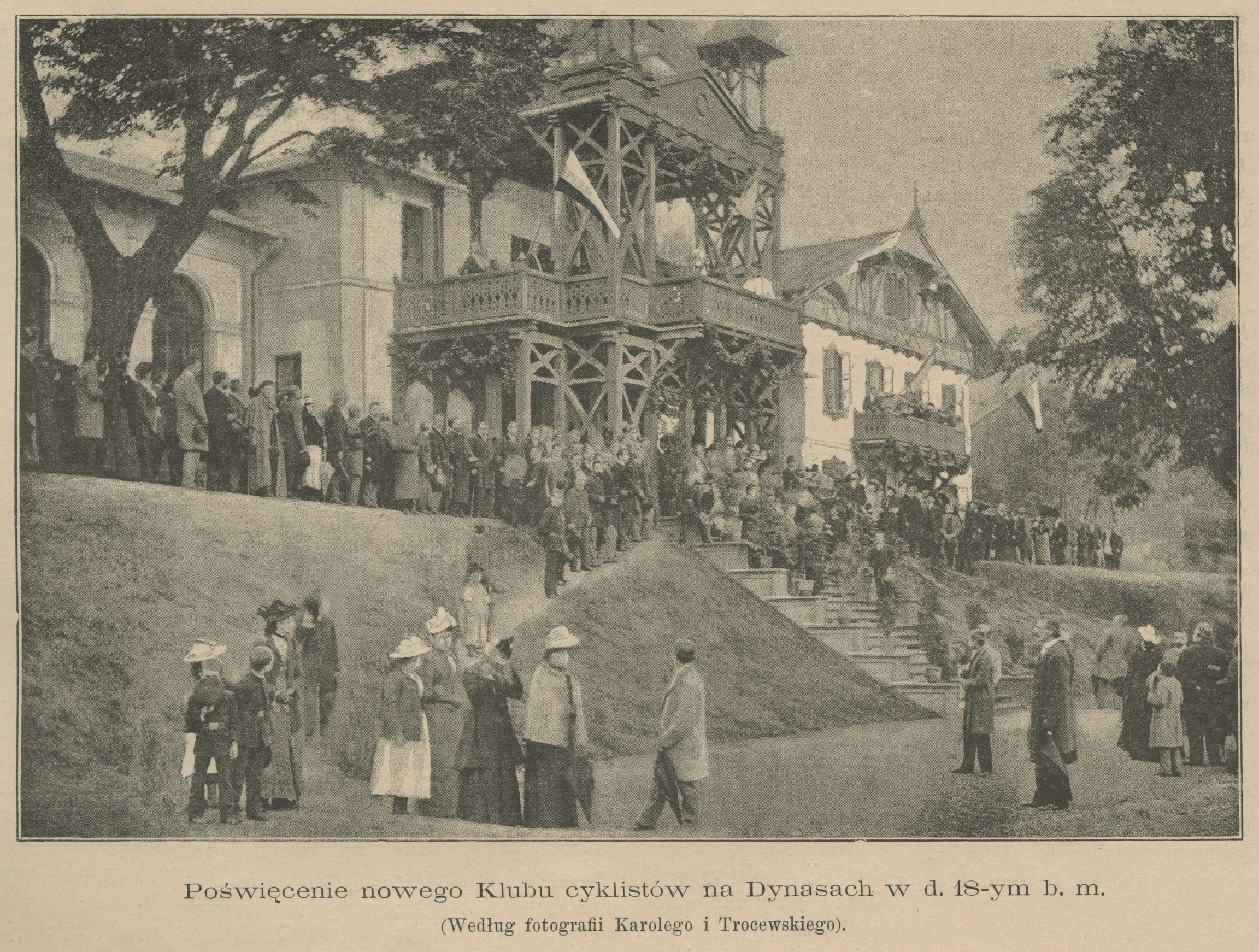
Poświęcenie nowego Klubu cyklistów na Dynasach
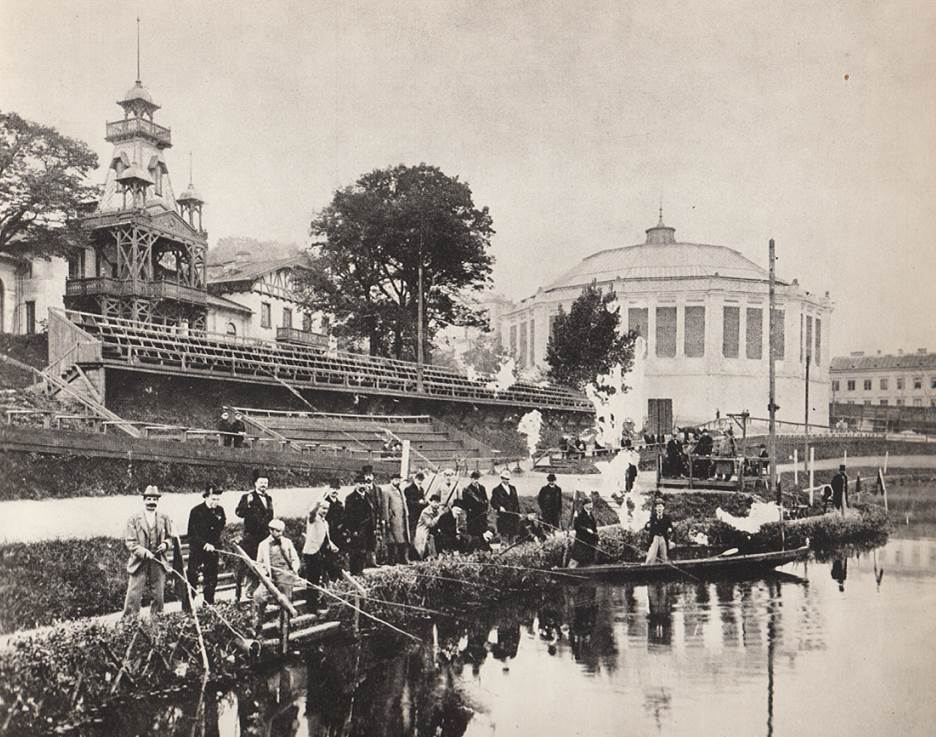
Siedziba Warszawskiego Towarzystwa Cyklistów w 1897
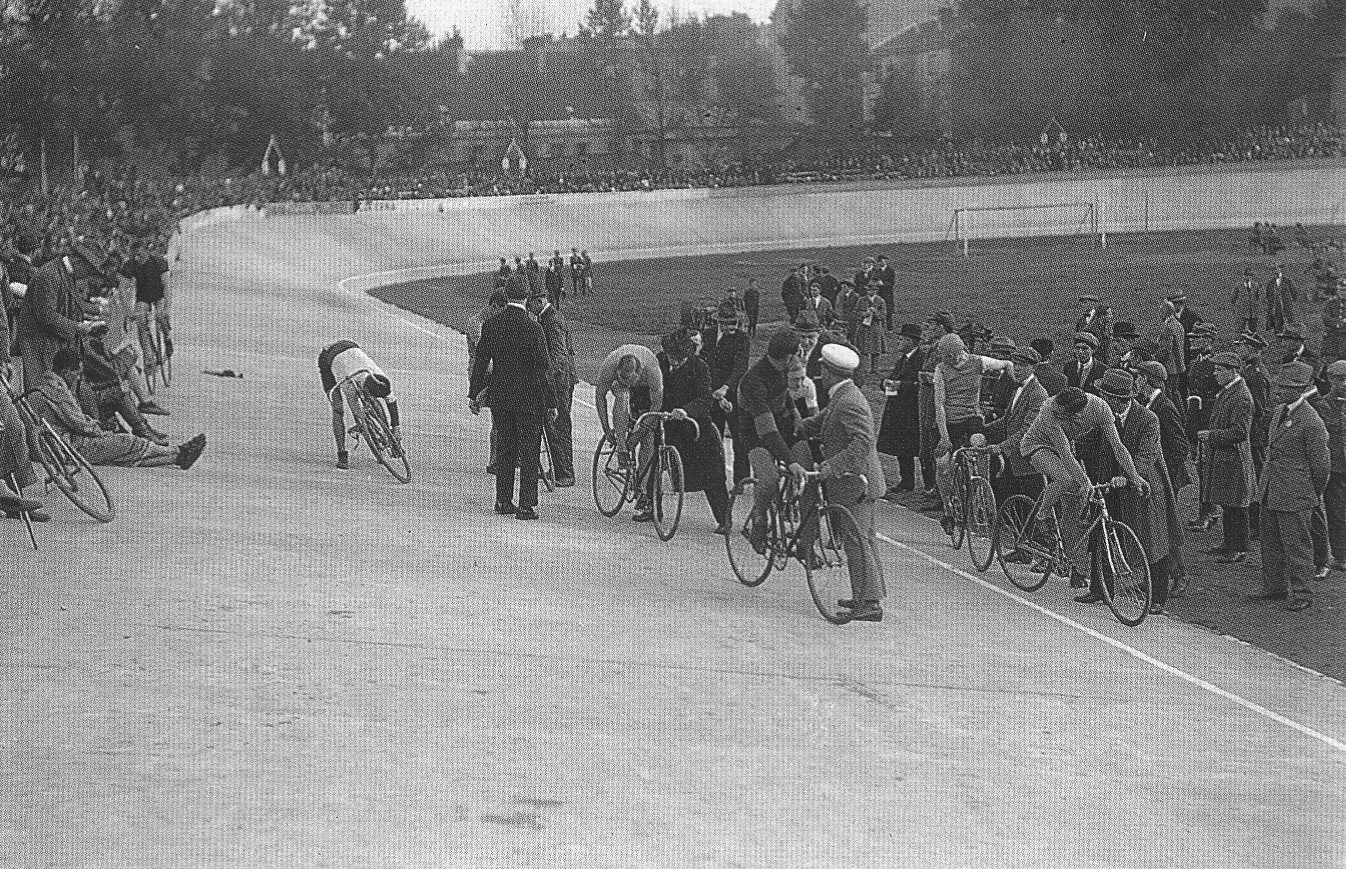
Wyścig kolarski na torze na Dynasach w okresie międzywojennym

## Upamiętnienie
W grudniu 2020 na ścianie siedziby Warszawskiego Towarzystwa Cyklistów odsłonięto tablicę upamiętniającą udział członków Towarzystwa w bitwie warszawskiej 1920.